# シアトリズム ファイナルファンタジー
『シアトリズム ファイナルファンタジー』（THEATRHYTHM FINAL FANTASY、略称: TFF）は、スクウェア・エニックスから2012年2月16日に発売されたニンテンドー3DS専用ソフトである。アメリカでは同年7月3日、ヨーロッパでは同年7月6日に発売。
2012年12月13日から2017年9月30日までiOS 4.3以降向けに基本料金無料・アイテム課金制のアプリとしても配信された。

## 概要
ファイナルファンタジーシリーズ25周年記念作品にして、シリーズ初のニンテンドー3DS用ソフト。ジャンルもシリーズでは初の音楽ゲームとなっている。内容は歴代ナンバリング作品のBGMを用いたリズムアクションゲーム。任天堂ハードでの発売だが、PlayStationシリーズなど、ソニー・コンピュータエンタテインメントハードのゲーム機のみで発売された作品も作中に含まれている。
タイトルは「THEATER」と「RHYTHM」を合成した造語である。
70曲以上を収録しているが、作品毎のバランスや容量の問題等から収録しきれなかった楽曲を追加コンテンツとして1曲単位で有料配信し、ニンテンドーネットワーク対応のパッケージソフトとしては初の有料コンテンツ対応ソフトとなる。
iOS版では、ムービーやアビリティ要素等が削除された代わりに、ニンテンドー3DS版にはない曲やキャラクターも配信された。
2013年にニンテンドー3DS用の続編『シアトリズム ファイナルファンタジー カーテンコール』が発表され、翌年4月24日に発売された。
2016年にはシアトリズムシリーズとしては初のアーケード向けタイトルとして『シアトリズム ファイナルファンタジー オールスターカーニバル』が発表された。
シアトリズムシリーズ最終作となるPlayStation 4、Nintendo Switch用の『シアトリズム ファイナルバーライン』が2023年2月16日発売予定。

## ゲーム内容
ゲームモードは『I』から『XIII』までの作品を選び3曲までを連続してプレイする「シリーズモード」と、シリーズモードでプレイした作品から自由にプレイする曲目を構成できる「チャレンジモード」、ランダムに生成される楽曲構成、譜面、難易度の「闇の楽譜」を演奏する「カオス神殿モード」が存在。
リズムゲームパートはバトル、フィールド、イベントのそれぞれ操作方法が異なる各リズムステージが存在。難易度は「基本の譜面」「熟練の譜面」「究極の譜面」の3種類。
アビリティ習得やアイテム使用など、RPGである原作に由来したゲームを有利に進められる要素も多く実装されている。

### ミュージックステージ
DMS（デモミュージックステージ）
シリーズモードのオープニングとエンディングでのみ演奏できるステージ。曲に合わせて♪マークがクリスタルの中心部に集まる。ここで得られたスコアはシリーズ終了時にリズポとして加算される。「スキップ」をタッチすることで途中でやめることができる。
EMS（イベントミュージックステージ）
FFシリーズのイベントシーンを舞台にしたステージ。画面を移動するパフォーマンスライン上に配置されるトリガーを順に操作していく。終盤のフィーチャーゾーンで入力に成功するとステージが延長される。
FMS（フィールドミュージックステージ）
フィールドの移動をモチーフにしたステージ。ここではホールドトリガーは緑色のラインをなぞるように操作する必要がある。フィーチャーゾーンで入力に成功するとチョコボに乗れ、速く移動できる。遠くまで移動すると、アイテムの入手確率が上がる。
BMS（バトルミュージックステージ）
モンスターとの戦闘をモチーフにしたステージ。パーティーそれぞれに対応したレーンが4つあり、操作に成功するとそのレーンのキャラがモンスターに攻撃する。フィーチャーゾーンで入力に成功すると召喚獣が現れ、強力な攻撃ができる。
なお、iOS版はFMSとBMSのみが搭載され、DMSやEMSの楽曲は一部の曲のみがモードの変更という形で残っている。

### ミュージックゲーム
シリーズモード（3DS版のみ）
『I』から『XIII』までのシリーズの楽曲を連続して演奏するモード。最初にオープニングのDMSからBMS、FMS、EMSをプレイし、最後にエンディングのDMSをプレイする。2～4曲目はシリーズによって異なる。一つシリーズをクリアすると、チャレンジモードでクリアしたシリーズを選択できる。
チャレンジモード
好きな楽曲を譜面を選んで1曲プレイできる。譜面の練習も可能。シリーズ全ての熟練の譜面をクリアすると、シリーズモードで熟練のコースを選択できる。また、熟練の譜面をAランク以上でクリアするとさらに難しい「究極の譜面」をプレイでき、シリーズ全ての究極の譜面をクリアすると、シリーズモードで究極のコースを選択できる。
カオス神殿（3DS版のみ）
闇の楽譜をプレイするモード。ランダムに生成される譜面、難易度のFMSとBMSを順に演奏する。FMSで走った距離に応じてBMSで登場するボスが変わり、そのボスからは3種類のうちどれか1つのアイテムをドロップできる。入手した楽譜はプロフィカに添付し、すれちがい通信やマルチプレイで他のプレイヤーに配布できる。
クエストメドレー（iOS版のみ）
モードごとに、ランダムでプレイ時点で所持している曲全てからFMSとBMSの組み合わせが一定数選ばれ、それらを連続してプレイする。

## キャラクター
本作は先に制作された記念作品『ディシディア ファイナルファンタジー』のセルフパロディ的な作品となっており、登場するメインキャラクターも同作品をベースにしたものになっている。また、登場するキャラクターは統一感を出すため、モンスターオクトパスによる『キングダム ハーツ モバイル』のアバターキャラクターが使用されている。

### メインキャラクター
ウォーリア・オブ・ライト
『ファイナルファンタジー』より。
フリオニール
『ファイナルファンタジーII』より。
オニオンナイト
『ファイナルファンタジーIII』より。
セシル
『ファイナルファンタジーIV』より。
バッツ
『ファイナルファンタジーV』より。
ティナ
『ファイナルファンタジーVI』より。
クラウド
『ファイナルファンタジーVII』より。
スコール
『ファイナルファンタジーVIII』より。
ジタン
『ファイナルファンタジーIX』より。
ティーダ
『ファイナルファンタジーX』より。
シャントット
『ファイナルファンタジーXI』より。
ヴァン
『ファイナルファンタジーXII』より。
ライトニング
『ファイナルファンタジーXIII』より。

### サブキャラクター
3DS版はキャラに対応したクリスタルの欠片を8つ集めることで、iOS版は購入することでメインキャラクター同様パーティーに編成することが可能になる。
セーラ姫
『ファイナルファンタジー』より。
ミンウ
『ファイナルファンタジーII』より。
シド
『ファイナルファンタジーIII』より。
リディア
『ファイナルファンタジーIV』より。
カイン
『ファイナルファンタジーIV』より。
ファリス
『ファイナルファンタジーV』より。
ロック
『ファイナルファンタジーVI』より。
エアリス
『ファイナルファンタジーVII』より。
セフィロス
『ファイナルファンタジーVII』より。
サイファー
『ファイナルファンタジーVIII』より。
ビビ
『ファイナルファンタジーIX』より。
ユウナ
『ファイナルファンタジーX』より。
プリッシュ
『ファイナルファンタジーXI』より。
アーシェ
『ファイナルファンタジーXII』より。
スノウ
『ファイナルファンタジーXIII』より。
コスモス
『ディシディア ファイナルファンタジー』より。

#### iOS版からの追加キャラクター
以下のキャラクター達はiOS版のみ登場する。
セリス
『ファイナルファンタジーVI』より。
ティファ
『ファイナルファンタジーVII』より。
リノア
『ファイナルファンタジーVIII』より。
ガーネット
『ファイナルファンタジーIX』より。
アーロン
『ファイナルファンタジーX』より。
バルフレア
『ファイナルファンタジーXII』より。
ホープ
『ファイナルファンタジーXIII』より。
セラ
『ファイナルファンタジーXIII-2』より。
ラムザ
『ファイナルファンタジータクティクス』より。

### サポートキャラクター
チョコボ
シリーズ常連のマスコットキャラ。FMSのフィーチャーゾーンで入力に成功すると登場し、移動スピードがアップする。
モーグリ
チョコボ同様シリーズおなじみのマスコットキャラ。FMSで遠くまで移動すると登場することがあり、アイテムを一つくれる。

### モンスター
- ベヒーモス
- グリーンドラゴン
- 鉄巨人
- ボム
- マジックポット
- 盗賊バンガ
- PSICOM治安兵
- ゴブリン
- プリン
- マンドラーズ
- ゲスパー
- アーリマン
- サボテンダー
- オメガ
- オズマ

- トンベリ
- アダマンタイマイ
- ヒルギガース
- デスゲイズ
- モルボル
- 巨人
- くろきし
- まどうしハイン
- まおうザンデ
- スカルミリョーネ
- カイナッツォ
- バルバリシア
- ルビカンテ
- 神龍
- アルテマウェポン

- ギルガメッシュ
- エンキドウ
- オルトロス
- ケフカ
- ジェノバ：SYNTHESIS
- セーファ・セフィロス
- コヨコヨ
- 黒のワルツ3号
- アニマ
- シーモア異体
- 闇王
- ジャッジ
- 重攻撃騎マナスヴィン
- カオス

## 収録曲

### 製品版に収録されている曲
※ニンテンドー3DS版。DMS専用曲である各シリーズのオープニング曲・エンディング曲は割愛。
ファイナルファンタジー
- 戦闘シーン（BMS）
- メインテーマ（FMS）
- オープニングテーマ（EMS）

ファイナルファンタジーII
- 戦闘シーン2（BMS）
- メインテーマ（FMS）
- 反乱軍のテーマ（EMS）

ファイナルファンタジーIII
- バトル2（BMS）
- 悠久の風（FMS）
- 水の巫女エリア（EMS）

ファイナルファンタジーIV
- ゴルベーザ四天王とのバトル（BMS）
- ファイナルファンタジーIV メインテーマ（FMS）
- 愛のテーマ（EMS）

ファイナルファンタジーV
- ビッグブリッヂの死闘（BMS）
- 4つの心（FMS）
- はるかなる故郷（EMS）

ファイナルファンタジーVI
- 決戦（BMS）
- ティナのテーマ（FMS）
- セリスのテーマ（EMS）

ファイナルファンタジーVII
- 片翼の天使（BMS）
- F.F.VIIメインテーマ（FMS）
- エアリスのテーマ（EMS）

ファイナルファンタジーVIII
- The Man with the Machine Gun（BMS）
- Blue Fields（FMS）
- waltz for the Moon（EMS）

ファイナルファンタジーIX
- バトル1（BMS）
- あの丘を越えて（FMS）
- その扉の向こうに（EMS）

ファイナルファンタジーX
- シーモアバトル（BMS）
- ミヘン街道（FMS）
- 素敵だね（EMS）

ファイナルファンタジーXI
- Awakening（BMS）
- Ronfaure（FMS）
- "FFXI Opening Theme"（EMS）

ファイナルファンタジーXII
- 剣の一閃（BMS）
- ギーザ草原（FMS）
- 帝国のテーマ（EMS）

ファイナルファンタジーXIII
- ブレイズエッジ（BMS）
- サンレス水郷（FMS）
- 運命への反逆（EMS）

アンコール
リズポが一定以上に達するとチャレンジモードでプレイできる。
- 仲間を求めて（FMS）『FFVI』より
- 妖星乱舞（BMS）『FFVI』より
- 闘う者達（BMS）『FFVII』より
- 閃光（BMS）『FFXIII』より

カオス神殿
闇の楽譜にランダムで収録される。
- グルグ火山（FMS）『FFI』より
- 巨人のダンジョン（FMS）『FFIV』より
- マンボdeチョコボ（FMS）『FFV』より
- 最期の日（FMS）『FFVII』より
- バトル1（BMS）『FFIV』より
- 死闘（BMS）『FFVI』より
- J-E-N-O-V-A（BMS）『FFVII』より
- 守るべきもの（BMS）『FFIX』より

### 追加コンテンツ（有料）
※ニンテンドー3DS版。
ファイナルファンタジー
- マトーヤの洞窟（FMS）
- 海底神殿（FMS）

ファイナルファンタジーII
- 戦闘シーン1（BMS）
- ダンジョン（FMS）
- 魔導士の塔（FMS）

ファイナルファンタジーIII
- バトル1（BMS）
- クリスタルのある洞窟（FMS）
- クリスタルタワー（FMS）
- 最後の死闘（BMS）

ファイナルファンタジーIV
- 最後の闘い（BMS）
- バトル2（BMS）

ファイナルファンタジーV
- 光を求めて（FMS）
- 最後の闘い（BMS）
- バトル1（BMS）
- 決戦（BMS）

ファイナルファンタジーVI
- 戦闘（BMS）

ファイナルファンタジーVII
- 星降る峡谷（FMS）
- 更に闘う者達（BMS）

ファイナルファンタジーVIII
- Ride On（FMS）
- The Castle（FMS）
- Force Your Way（BMS）
- The Extreme（BMS）

ファイナルファンタジーIX
- 破滅への使者（BMS）
- バトル2（BMS）
- 眠らない街 トレノ（FMS）
- 最後の闘い（BMS）

ファイナルファンタジーX
- いつか終わる夢（FMS）
- 萌動（FMS）
- ノーマルバトル（BMS）
- 挑戦（BMS）
- Otherworld（BMS）
- 召喚獣バトル（BMS）
- 決戦（BMS）

ファイナルファンタジーXI
- Fighters of the Crystal（BMS）
- Battle Theme（BMS）
- Ragnarok（FMS）
- The Sanctuary of Zi'Tah（FMS）
- Gustaberg（FMS）
- Sarutabaruta（FMS）

ファイナルファンタジーXII
- 東ダルマスカ砂漠（FMS）
- 死闘（BMS）
- 王都ラバナスタ/市街地上層（FMS）
- 召喚獣戦（BMS）
- 自由への闘い（BMS）
- ボス戦（BMS）

ファイナルファンタジーXIII
- 宿命への抗い（BMS）
- アルカキルティ大平原（FMS）
- ドレッドノート大爆進!（FMS）
- 死闘（BMS）

ファイナルファンタジー零式
- 我ら来たれり（BMS）

ファイナルファンタジーXIII-2
- 女神の騎士（BMS）

ファイナルファンタジーヴェルサスXIII（現・ファイナルファンタジーXV）
- Somnus（FMS）

#### iOS版からの追加曲
以下の曲はiOS版でのみ配信された。
ファイナルファンタジーIV
- 赤い翼（FMS）

ファイナルファンタジーV
- 新しき世界（FMS）

ファイナルファンタジーVIII
- Fisherman's Horizon（FMS）

ファイナルファンタジーIX
- 独りじゃない（FMS）

ファイナルファンタジーXI
- Shinryu（BMS）

ファイナルファンタジータクティクス
- Antipyretic（BMS）

ファイナルファンタジーX-2
- 久遠-光と波の記憶-（FMS）

ファイナルファンタジー・クリスタルクロニクル
- カゼノネ（FMS）

ファイナルファンタジーVII アドベントチルドレン
- Beyond The Wasteland（BMS）
- 再臨：片翼の天使～Advent：One-Winged Angel～（BMS）

## 余談
『ファイナルファンタジー』ではなく『シアトリズム』がタイトルの先に来るのは、『シアトリズム』そのもののシリーズ化も視野に入れていたためであり、2014年12月10日には『シアトリズム』そのものの続編として『シアトリズム ドラゴンクエスト』が発表された。
『ファイナルファンタジーIII』のEMSのムービーで流れる映像の中で、主人公パーティーに付けられている名前はニンテンドーDSでリメイクされた際に新たに設定された主人公達の名前である。